# Mikhail Iosifovich Gurevich

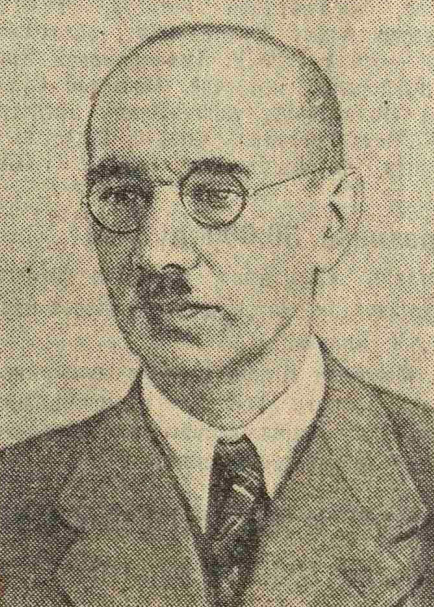
Ảnh Mikhail Iosifovich Gurevich

Về kỳ thủ Mikhail Gurevich, xin xem Mikhail Naumovich Gurevich
Mikhail Iosifovich Gurevich (tiếng Nga: Михаил Иосифович Гуревич) (sinh 12 tháng 1 năm 1893 (lịch cũ: 31 tháng 12 năm 1892) – mất 12 tháng 11 năm 1976) là một tổng công trình sư thiết kế máy bay của Liên Xô, người cộng sự của Artem Mikoyan trong phòng thiết kế hàng không quân sự nổi tiếng MiG.
Sinh ra trong một gia đình công nhân nhà máy rượu vang người Do Thái, tại một thành phố nhỏ ở Rubanshchina (vùng Kursk), vào năm 1910 ông tốt nghiệp trường trung học ở Akhtyrka (vùng Kharkov) với huy chương bạc và vào học khoa toán của Đại học Kharkov. Sau một năm, do tham gia các hoạt động cách mạng, ông bị đuổi khỏi đại học, ông tiếp tục việc học ở Đại học Montpellier, và sau đó ông chuyển đến khoa kỹ sư hàng không ở Trường quốc gia cao cấp kỹ sư hàng không và không gian, Pháp.
Vào mùa hè năm 1914, ông về thăm nhà đúng lúc Chiến tranh thế giới thứ nhất nổ ra. Cuộc chiến này và Nội chiến Nga đã làm gián đoạn việc học của ông. Vào năm 1925 ông tốt nghiệp đại học từ khoa hàng không của Viện kỹ thuật Kharkov và bắt đầu làm việc với vị trí kỹ sư trong công ty quốc doanh "Nhiệt và năng lượng".
Vào năm 1929, ông chuyển đến Moskva để theo đuổi nghề thiết kế hàng không. Năm 1937 ông là người đứng đầu một đội thiết kế ở phòng thiết kế OKB Polikarpov, và sau đó năm 1939 là phó phòng thiết kế, năm 1957 - kỹ sư trưởng thiết kế ở phòng thiết kế Mikoyan-Gurevich.
Ông đã giành được rất nhiều giải thưởng từ các thiết kế của mình, Mikhail Iosifovich Gurevich giành được Giải thưởng nhà nước Stalin (1941, 1947, 1948, 1949, 1953), Giải thưởng Lenin (1962), và danh hiệu Anh hùng lao động xã hội chủ nghĩa (1957).